# Wiktor Sokołow (1932–2012)
Wiktor Zacharowicz Sokołow, ros. Виктор Захарович Соколов (ur. 28 września 1932 w Losinoostrowsku, w obwodzie moskiewskim, Rosyjska FSRR, zm. 23 listopada 2012 w Moskwie, Rosja) – rosyjski piłkarz, grający na pozycji napastnika, trener piłkarski.

## Kariera piłkarska

### Kariera klubowa
Wychowanek Szkoły Piłkarskiej Oddziału Moskiewsko-Jarosławskiego Kolei Moskiewskiej. W 1950 rozpoczął karierę piłkarską w drużynie amatorskiej Łokomotiw z miasteczka Babuszkin (obecnie wchłonięte w granicy Moskwy). Latem 1954 został zaproszony do głównego klubu kolejarzy Lokomotiwu Moskwa, w którym występował przez 10 lat. W 1964 przeszedł do Dnipra Dniepropetrowsk, w którym zakończył karierę piłkarza.

### Kariera reprezentacyjna
Jest królem strzelców ZSRR w międzynarodowych meczach towarzyskich. Większość z ponad 90 swoich goli strzelił drużynom z krajów słabo rozwiniętych w piłce nożnej - Indii, Indonezji, Libanu, Chin, Birmy, Islandii, Kanady, Japonii i innych. Jednak zdobył również bramki z takimi obecnie dobrze znanymi w całej Europie zespołami jak tureckie Galatasaray SK, Fenerbahçe SK i Beşiktaş JK, niemiecki Werder Brema, szwedzka reprezentacja klubów Djurgarden i IFK Norrköping, IFK Göteborg, Slavia Sofia, Rapid Bukareszt.
W 1959 rozegrał jeden mecz w składzie olimpijskiej reprezentacji ZSRR. Nie mógł zagrać w narodowej reprezentacji tak jak wtedy w niej znajdowały się na jego pozycji tacy gwiazdorzy jak Eduard Strielcow i Nikita Simonian.

## Kariera trenerska
Po zakończeniu kariery piłkarza rozpoczął pracę szkoleniowca. W 1965 pomagał trenować kazachski Szachtior Karaganda. W 1966 pracował w rodzimym Lokomotiwie Moskwa na stanowisku dyrektora technicznego. W marcu 1967 został selekcjonerem reprezentacji Czadu, który prowadził do końca 1968. Po rocznej przerwie powrócił do trenowania reprezentacji Czadu (luty 1970 - sierpień 1971). Od 1973 do 1974 trenował amatorski zespół Łokomotiw reprezentujący Oddział Moskiewsko-Jarosławski Kolei Moskiewskiej. W 1975 asystował trenerowi, a w latach 1981-1989 pracował na stanowisku głównego trenera w Centrum Sportu i Oświaty Lokomotiw Moskwa.
23 listopada 2012 zmarł w Moskwie w wieku 80 lat.

## Sukcesy i odznaczenia

### Sukcesy piłkarskie
Lokomotiw Moskwa
- zdobywca Pucharu ZSRR: 1957
- wicemistrz ZSRR: 1959

### Odznaczenia
- tytuł Zasłużonego Mistrza Sportu ZSRR